# Ernest Newton
Ernest R. Newton (Llandudno, 1856 – Londen, 29 januari 1929) was een Welsh componist en pianist.
Newton was een leerling van Oscar Beringer (1844-1922) aan de Royal Academy of Music te Londen en van Ebenezer Prout (1835-1909) aan de Guildhall School of Music te Londen. Als componist schreef hij vooral vocale muziek (liederen en koren) en werken voor piano. Newton is auteur van het boek How to Compose a Song, ISBN 978-0-722-26130-9.

## Composities

### Werken voor orkest
- Robin Hood, kleine suite voor orkest
- The Drum Major, voor bas of bariton en orkest

### Werken voor harmonieorkest
- 1893 Ailsa mine, lied voor zangstem en harmonieorkest - tekst: Frederick Edward Weatherly
- Jerry Moran, lied voor zangstem en harmonieorkest (bewerkt door: G.H. Reeves)
- The Spirit of the Guards, mars
- Twilight Overture

### Vocale muziek

#### Werken voor koor
- Come, O Jesus, Holy One, voor gemengd koor
- Dear Father, Lord and King, voor gemengd koor
- Madrigal in May, voor gemengd koor
- Magnificat and Nunc dimittis in G majeur, voor gemengd koor en orgel
- The Frog, voor gemengd koor

#### Liederen
- 1893 Ailsa mine, lied voor zangstem en piano - tekst: Frederick Edward Weatherly
- 1903 Irish Slumber Song, voor zangstem en piano
- 6 Popular vocal duets, voor sopraan en tenor (of: sopraan en bariton; of: tenor en bariton)
- Anna, Lorna, voor zangstem en piano
- For love of you, voor zangstem en piano
- I came to you, voor zangstem en piano
- In Springtime, voor zangstem en piano
- In Springtime nr. 2 in G, voor zangstem en piano
- Love's Echo, voor zangstem en piano
- Pan and the Fairies, voor zangstem en piano
- Roses by summer forsaken, voor zangstem en piano
- Sweet Isle of Mona, voor zangstem en piano
- The Beat of the Drum, voor zangstem en piano
- The Ernest Newton community song book
- The Keys of Heaven, voor zangstem en piano
- The Kiss of Dawn, voor zangstem en piano
- The Magic Month of May, voor zangstem en piano
- There, little girl, don't cry, voor zangstem en piano (geschreven voor Maurice Farkoa)
- Through the Forest, voor zangstem en piano
- Where the Chestnuts Bloom in F majeur, voor zangstem en piano - tekst: Edward Teschemacher

### Werken voor orgel
- Cavatina in G voor orgel
- Duettino in G majeur, voor orgel

### Werken voor piano
- 1910 Country Life
  1. The Gipsy's Dance
  2. The Dairymaid's Dance
  3. The Tinker's Dance
  4. The Wagoner's Dance
  5. The Hunter's Dance
- Island in the Stream